# WAR(闘)
『WAR(闘)』（ウォー、WAR）は、アイルランドのロックバンド、U2のサードアルバムである。

## 概要
全英チャート初登場1位獲得など、U2として初のビッグヒットを記録。シングルでもヒットした「Sunday Bloody Sunday」や「New Year's Day」など、初期のU2を代表する楽曲が収録されている。
「同じアーチストでアルバムは1枚しか作らない」という当時のポリシーを曲げてOctoberのプロデューサーを務めてくれたリリーホワイトだが、今度こそは断ったので、メンバーは新しいプロデューサー探しに奔走。まず1981年の11月22日から24日までアメリカのハードロックバンド・Blue Öyster CultやThe Clashの『Give 'Em Enough Rope』（1978）を手掛けたサンディ・パールマンをプロデューサーに迎えて、アメリカのニューヨーク州ロングアイランドにあるKingdom Soundというスタジオでセッションを行った。この時作った曲はみな3分間くらいのロカビリー調の曲だったらしい。
その後、バンドはリリーホワイトに再登板を願って1982年2月にロンドンのBasing Street Studiosで「A Celebration」と 「Trash, Trampoline and the Party Girl」をレコーディングしたが、それでもなおリリーホワイトは次のアルバムのプロデュースは拒否した（この２曲はサンディ・パールマンとのセッションで作った曲らしい）。
1982年3月、今度はBlondieを手掛けたことで知られるジミー・デストリとセッションを行った。そのセッションではピアノが多用され、「Be There」「Endless Deep」と「The Unforgettable Fire」の原型が出来上がったと言われているが、この点については不明な点が多い（ジミー・デストリは「Being There」という曲を作ったと述べている）。
バンドは曲の出来に満足せず、その後、ブライアン・イーノと一緒に仕事をしたことがあるチェット・デイヴィースやブライアン・イーノ本人にも声をかけたが、結局、後にリバーダンスの仕掛け人として有名になるビル・ウィーランをプロデューサーに迎えて1982年8月にセッションを行って2曲レコーディングした。そのうち1曲は最終的に『War』に収録された「The Refugee」で、これがニューアルバムからのリードシングルになるとアナウンスされたが、これもしっくり来ず、ボノとアリのハネムーンを挟んで、リリーホワイトを三顧の礼をもって迎え、改めてアルバムのレコーディングに入った。
ボノ曰く「戦争は1982年のテーマに思えた。見渡せばフォークランドから中東、南アフリカまで戦争ばかりだ」ということで、北アイルランド紛争で起きた1972年の血の日曜日事件の悲劇をテーマにした「Sunday Bloody Sunday」、核戦争を扱った「Seconds」、ポーランドの「連帯」をイメージした「New Year's Day」などのメッセージソングが収録され、「社会・政治問題に積極的に関わるロックバンド」という今日まで続くU2のイメージを決定付けた。
タイトルの『WAR(闘)』についてボノは「『WAR』とは色々なレベルにある『戦い』を扱ったものなんだ。国と国の戦いもあれば、市民権の戦いもある。人と人同士の戦いもあるんだ。勿論、男女間の戦いもね。確かに『戦い』がテーマだけど、決して否定的なアルバムなんかじゃないんだよ」と繰り返し述べている。War Tourのライブで「Sunday Bloody Sunday」を歌う際には「これは抵抗の歌ではない」と語り、ステージ上で白い旗を振るパフォーマンスを見せた。そして緊迫感みなぎるアルバム前半から一転して、ラスト曲の「40」では穏やかな平和への祈りを聴くことができる（曲名は旧約聖書の詩篇40篇より）。この曲では通常とは逆に、ジ・エッジがベース、アダム・クレイトンがギターを弾いている。ジ・エッジは「Seconds」の一部でリードボーカルも担当している。
また前作に引き続き音楽的実験も全開。「Sunday Bloody Sunday」「Drowning Man」では後にIn Tua NuaとThe Waterboysに参加するスティーブ・ウイッカムのヴァイオリンを、「Red Light」ではケニー・フラドリーのトランペットを、 「Like A Song…」「Red Light」「Surrender」ではThe Coconutsのバックコーラスをフィーチャーしている。またボノが「エッジのようにギターを弾くな。ミック・ジョーンズのように弾け」と盛んにけしかけたこともあって、エッジのギターのディレイもエコーも控えめである。が、細工を凝らしたせいでライブでの再現が難しくなったせいか、初期の代表作といわれるわりには、ライブで1回も演奏したことがない曲が3曲（「Drowning Man」「The Refugee」「Red Light」）、1回しか演奏したことがない曲が1曲（「Like a Song...」）含まれることになった。
当時、このような硬派なロックアルバムを発表することは、「恐ろしくダサいこと」（ボノ談）と思われていたが、果たしてアルバムはヒット。UKアルバムチャートでは初の1位に輝き、USでは初のゴールドディスクを獲得、New Year's Dayという念願のシングルヒットも生まれた。
これでU2はほんの少しステージを上がることができた。
『ローリング・ストーン誌が選ぶオールタイム・グレイテストアルバム500』に於いて、223位にランクイン。

## アルバム・ジャケット
このアルバムのカヴァー写真の少年は、ボノの友人であるグッギ（ヴァージン・プルーンズの元メンバー）の弟で俳優のピーター・ローウェンである。彼の写真は他にも『ボーイ』や『ザ・ベスト・オブU2 1980-1990』といったアルバムのジャケットにも使われている。純粋であどけない表情だった『ボーイ』から一転､鋭い視線を投げかけており､U2の姿勢を端的に表現している。

## 収録曲
1. ブラディ・サンデー - Sunday Bloody Sunday
2. セカンド- Seconds　
U2史上エッジが初めてリードヴォーカルを取った曲。当時、作詞の作業に孤独を感じていたボノはエッジに歌詞を書くように勧めた。作詞に興味のないエッジだったが、 「It takes a second to say goodbye」というフレーズを思いついた。曲のテーマは1979年のスリーマイル島原子力発電所事故を受けて世界中で盛り上がっていた反核運動。歌詞の「Drop The Bomb」は同じアイランドに所属するTrouble Funkというドゥワップバンドの同タイトルの曲からの引用[2]である。また途中挟み込まれるテレビの音は「Soldier Girls」という女性兵士の訓練模様を撮影したドキュメンタリー映画から採った[2]。ボノがウィンダムレーン・スタジオの待合室でテレビを観ているとき、このドキュメンタリーが流れて、曲に使おうと思いついたのだ。エッジはボノの歌真似をして歌っているおかげでファンの中にもボノが歌っていると勘違いしている人がたまにいる。
3. ニュー・イヤーズ・デイ - New Year's Day
4. ライク・ア・ソング - Like a Song...　　　　　　　　　　　　　　　　
ボノ曰く「この曲は僕たちが何者であるかを知らず、本物のパンクではないと考えいている人たちに対する批判の曲だ。こういったことは何度も何度も繰り返されている。みんな怒りが大好きだからね。陳腐なものなのに」[3]ということで、当時の音楽産業に対する異議申し立てのようである。
5. ドラウニング・マン - Drowning Man　　　　　　　　　　　　　　　　　　　
ボノが触りだけ書いたベケット風の戯曲からタイトルを拝借。エッジのバッキング・トラックとアダムのベース・パートにボノがヴァン・モリソン風に聖書を読むようにして即興でヴォーカルを乗せていった。「溺れる男」とはメンバーで唯一キリスト教を信仰していないアダムを指している。
「Sunday Bloody Sunday」と同じくスティーヴ・ウィッカムがエレクトリック・ヴァイオリンを弾いている。　　　　　　　　　　　　　　　　　　　　
サウンドチェックで何度か演奏されたことはあるものの、ライブでは1度も演奏されたことはない。
6. ザ・レフュジー - The Refugee　　　　　　　　　　　　　　　　
リリーホワイトを起用する前に後にリバーダンスで一世を風靡するビル・ウィーランと一緒に作った曲。アメリカをツアーで回り様々な人種の人々と交流したことで政治に目覚め、またケルト文化のルーツは北アフリカにあると論じたボブ・クインという映画監督が制作したドキュメンタリー映画「The Atlantean Trilogy」を観たことで、アイルランド人としてのアイデンティティに目覚めたボノ[4]は、この曲でアメリカへのアイルランド人の移民体験とアフリカ系黒人のそれを比較している（当時ボノはジョニー・ロットンの声がバクパイプに似ていると思って、彼とThe Chieftansを共演させたいと思っていたのだという[3]）。
7. トゥー・ハーツ・ビート・アズ・ワン - Two Hearts Beat as One
8. レッド・ライト - Red Light　　　　　　　　　　　　　　　　　
ツアーで訪れたオランダ・アムステルダムで見た、赤い光に照らされてショーウインドウに佇む売春婦の姿にインスピレーションを受けた曲。バックコーラスにツアーでダブリンを訪れていたKid Creole & the Coconutsを起用。レコーディングは実際赤い光を照らして行われた。
9. サレンダー - Surrender　　　　　　　　　　　　　　
歌詞にはサディーという路上で暮らし売春をしながら、肉体と魂を同一化することに固執している女性が登場する。"本物の人生"を手に入れるためには身を委ねなければならないと主張する歌で、当時としては珍しく、即興に頼らずボノが予め歌詞を用意した曲。「Red Light」と同じくThe Coconutsがバックコーラスでクレジットされている
10. "40" - "40"　　　　　　　　　
スタジオのレンタル期限を一週間延長し、次にスタジオを使用するバンドが待機する中、ボノが聖書を開いて、詩篇40を元に大急ぎで書いた曲。「Sunday Bloody Sunday」の「How long must we sing this song」という歌詞がここでも繰り返されている。1987年4月29日の'The Joshua Treeツアー・シカゴ公演で、ボノは「この曲は僕たちがスタジオを追い出されそうになった時に作った曲。僕たちは10分で曲を書き、10分でレコーディングし、10分でミックスし、10分間演奏し直した。だから"40"というんだ」と曲を紹介した。[5]なおレコーディングの際、アダムが不在だったので、エッジがベースを弾いた。 80年代のU2のライブのほとんどはこの曲で締めくくられ、その際、エッジとアダムは楽器を交換して、エッジがベースを、アダムがギターを弾き、曲が終わりに近づくと、ボノ、アダム、エッジ、そしてラリーの順でステージから下りるというパフォーマンスが定番になった。1983年8月20日、ドイツのザンクト・ゴアールスハウゼンのLoreley Amphitheatreで行われたRockpalast summer festivalで、U2はライブを行った。これはテレビ中継されて人気を博したので、その人気を商業的成功に結び付けるべく、ドイツのみでシングルカットされた。

## シングル
- ニュー・イヤーズ・デイ - New Year's Day
- トゥー・ハーツ・ビート・アズ・ワン - Two Hearts Beat as One
- 40 - 40 （ドイツ限定リリース）
- ブラディ・サンデー - Sunday Bloody Sunday
  - ドイツ、オランダ限定リリース（B面はエンドレス・ディープ - Endless Deep）
  - 日本限定リリース（B面はレッド・ライト - Red Light）

## Warツアー
各地で熱いパフォーマンスを繰り広げ、評判を高めていった。またこのツアーからいよいよボノのパフォーマンスが興に乗ってきて、白旗パフォーマンスや舞台装置をよじ登るパフォーマンスが登場した。そしてこのツアーからウィリー・ウィリアムスが舞台装置を手掛けるようになり、以後、現在に至るまでその関係は続いている。そしてツアー最終日にボノは「これでU2は一旦解散し、同じメンバーでまた続けます」と宣言して、U2の第一幕に幕を下ろした。
また初の来日公演も果たした。
- 11月22日：大阪・フェスティバルホール
- 11月23日：愛知・瀬戸市文化センター
- 11月26日：東京・渋谷公会堂
- 11月27日：東京・渋谷公会堂
- 11月28日：東京・中野サンプラザ
- 11月29日：東京・中野サンプラザ
- 11月30日：東京・中野サンプラザ

## 評価

### イヤーオブ
- 1983年ホットプレス年間ベストアルバム第3位[7]
- 1983年ホットプレス読者が選ぶ年間ベストアイリッシュアルバム第1位[8]
- 1983年ヴィレッジ・ボイスPazz & Jopアルバムリスト第6位[9]
- 1983年サウンズ年間ベストアルバム第14位[10]
- 1983年クリーム（US）年間ベストアルバム第5位[11]
- 1983年Rockerilla（イタリア）年間ベストアルバム第14位[12]
- 1983年Rockerilla（イタリア）読者が選ぶ年間ベストアルバム第1位[13]

### オールタイム
- ヴィレッジ・ボイスが選ぶ80年代ベストアルバム100第80位[14]
- 1988年Rockerilla（イタリア）読者が選んだアルバム30第24位[15]
- 1989年ロックスター（イタリア）が選ぶベストアルバム100第22位[16]
- 1989年Buscadero（イタリア）が選ぶ80年代ベストアルバム[17]
- 1990年Mucchio Selvaggio （イタリア）が選ぶ80年代ベストアルバム[18]
- 1990年ローリングストーンが選ぶ80年代ベストアルバム10第40位[19]
- 1994年「The Book of Rock Lists」が選ぶポストパンクアルバム150第54位[20]
- 1994年ギネスが選ぶオールタイムトップアルバム1000第63位[21]
- 1998年ヴァージンが選ぶオールタイムベストアルバム1000第273位[22]
- 1998年スタジオ・ブリュッセル（ベルギー）の視聴者が選んだオールタイムベストアルバム第60位[23]
- 2000年ヴァージンが選ぶオールタイムベストアルバム1000第122位[24]
- 2000年レコードコレクターが選ぶ21世紀に残したい21ジャンルのアルバム：80年代のアルバム[25]
- 2002年ローリングストーン読者が選ぶトップ100アルバム第49位[26]
- 2003年ローリングストーンが選ぶアルバム500第221位[27]
- 2005年死ぬ前に聴いておくべきアルバム1001[28]
- 2006年BBCレディオ2が選ぶオールタイムベストアルバム第68位[29]
- 2012年ローリングストーンが選ぶアルバム500第223位[30]